# 730
El 730 (DCCXXX) fou un any comú començat en diumenge del calendari julià. L'ús del nom «730» per referir-se a aquest any es remunta a l'alta edat mitjana, quan el sistema Anno Domini esdevingué el mètode de numeració dels anys més comú a Europa.

## Esdeveniments
- Expedició musulmana a Sicília
- Es prohibeix el pelegrinatge a Roma a les dones perquè no es prostitueixin pel camí per aconseguir diners
- Fundació d'Alcantarilla (Múrcia)